# Wooly Bully
Wooly Bully ist der Titel eines Nonsens-Songs, der im Jahre 1965 in der Fassung von Sam the Sham & the Pharaohs zum Millionenseller wurde.

## Entstehungsgeschichte
Sam the Sham & the Pharaohs war eine in pseudo-arabische Gewänder mit Turban und Ghutras gekleidete Band aus Texas unter Führung von Domingo 'Sam' Samudio. Sie fuhren 1964 für Plattenaufnahmen nach Memphis, wo sie einige Lieder für verschiedene Plattenfirmen aufnahmen.
Als die Band im September 1964 mit 'Sam' Samudios Komposition mit dem Titel Hully Gully in das Studio von Sun Records kam, wurde ihr klargemacht, dass diese Phrase nicht genutzt werden könne, weil es bereits einen gleichlautenden Tanz-Songtitel der Band  The Olympics aus dem Jahr 1959 gab. Spontan entschied sich Samudio für den Ersatztitel Wooly Bully („wolliges Büffelchen“, oder auch „wolliger Quälgeist“), den Namen seiner Katze, und passte den Text der ersten Strophe entsprechend an. Genau so spontan war auch das Anzählen im Tex-Mex-Slang „Uno, dos, one, two, tres, quatro“, der beim ersten Take zu hören war, bei den anderen zwei Takes hingegen nicht mehr. Samudio wollte das Anzählen herausschneiden lassen, doch beließ es der Produzent Stan Kesler in seiner Aufnahme.
Der Text ist ebenso Nonsens wie der Titel; er handelt von einem Dialog zwischen Hattie und ihrer Freundin Matty über den  amerikanischen Bison und die Anforderung, geschickt tanzen zu können. Intro und Saxophon-Solo basieren auf einer 12-taktigen Blues-Sequenz, wohingegen die Gesangsstrophen 15 Takte lang sind, einer im Pop durchaus ungewöhnlichen ungeraden Taktanzahl. Ein simples Orgel-Riff auf einer Farfisa unterstützt den Rhythmus des Songs, während das Solo des Tenorsaxophons in C-Dur von Paul „Butch“ Gibson das eigentliche Charakteristikum des Stückes darstellt. Bei der Aufnahme wirkten außerdem David A. Martin  (Bassgitarre/Gesang), Ray Stinnet (Gitarre) und Jerry Patterson (Schlagzeug) mit. Als B-Seite wurde Ain’t Gonna Move (komponiert von Stacy Davidson und Produzent Stan Kesler) ausgesucht und kam zunächst unter der Katalognummer XL 906 Ende 1964 auf den Markt.

## Erfolg

Sam the Sham & The Pharaohs - Wooly Bully

Die Platte blieb ebenso ohne Resonanz wie die vorangegangene Single. Erst als MGM Records das Masterband erwarb und die Single erneut im Februar 1965 unter der Katalognummer MGM K 13322 veröffentlichte, reagierten die Fachpresse und das Publikum. Einige Radiosender spielten Wooly Bully jedoch nicht, weil ihnen der schwer verständliche Text wegen zweideutiger Worte verdächtig vorkam. Nach seiner Veröffentlichung erreichte er den zweiten Rang der Billboard-Pophitparade und verkaufte zwei Millionen Exemplare in den USA und eine weitere Million weltweit. Damit wurde sie zur meistverkauften Single des Jahres 1965 und Billboard kürte sie zur besten Single des Jahres. Der Song war der erste amerikanische Millionenseller während der British Invasion von Beatbands des Jahres 1965. Während der Titel in Großbritannien lediglich auf Platz elf notierte, erreichte er in Deutschland den zweiten Rang. Er erhielt eine Goldene Schallplatte und wurde in die Rock-and-Roll-Hall-of-Fame-Liste der 500 Songs, die den Rock ’n’ Roll am meisten geprägt haben, aufgenommen. Er wurde mit einem BMI-Award ausgezeichnet. In dem 1987 entstandenen Stanley-Kubrick-Film Full Metal Jacket ist der Song im Soundtrack enthalten. Insgesamt sind 51 Coverversionen des Songs registriert. Es gibt auch deutsche Versionen von Rudolf Rock & die Schocker aus dem Jahr 1978 und Schmitti aus dem Jahr 2006 unter dem jeweiligen Titel Wooly Bully – Volle Pulle. Außerdem wurde der Song in die verschiedensten Sprachen übertragen, so existiert eine Khmer-Version von Ros Sereysothea, eine niederländische Version von André van Duin (Stoele Stoele) und auch eine persische Version – Atal Matal von Zinguala Ha.

## Trivia
Wooly Bully zählt zu den auch Agathe-Bauer-Songs genannten Liedern mit Verhörern, bei denen fälschlicherweise aus einer fremden Sprache ein deutscher Text gehört werden kann. Hier klingt der letzte Satz im Intro vor dem eigentlichen Song wie „Walter, mach die Tür zu“.